# Scheuerindex
Der Scheuerindex ist eine Diagnosemöglichkeit in der Tiermedizin zur Feststellung, ob ein Schweinebestand mit Sarcoptes-Milben (Sarcoptes scabiei var. suis) befallen ist (Räude).
In der Regel werden ca. 20 Tiere 15 Minuten lang beobachtet. Jedes Mal, wenn sich ein Tier kratzt, wird dies notiert. Am Ende wird die Anzahl der Kratzvorgänge durch die Anzahl der Tiere geteilt und so der sogenannte Scheuerindex berechnet.
Falls dieser höher ist als 0,4, ist es möglich, dass die Tiere an der Räude erkrankt sind, was von einem Tierarzt überprüft werden sollte. Ab einem Index von 1,5 gilt es als sicher, dass die Räude im Bestand ist. Ein Scheuerindex unter 0,4 ist kein Beweis für ein Freisein des Bestandes von Sarcoptes-Milben. 
Die Diagnostik der Räude mittels Scheuerindex weist jedoch nur eine geringe Spezifität auf, da das Kratzverhalten der Tiere durch verschiedenste Ursachen ausgelöst werden kann. Sowohl verschiedene Umweltbedingungen, als auch Sozialverhalten und Haltungsbedingungen spielen hierbei eine wesentliche Rolle. Außerdem ist zu bedenken, dass nicht nur Sarcoptes-Milben, sondern auch andere Ektoparasiten wie z. B. Läuse und Fliegen zu einer Steigerung des Juckreizes führen können.